# École de Marcinelle

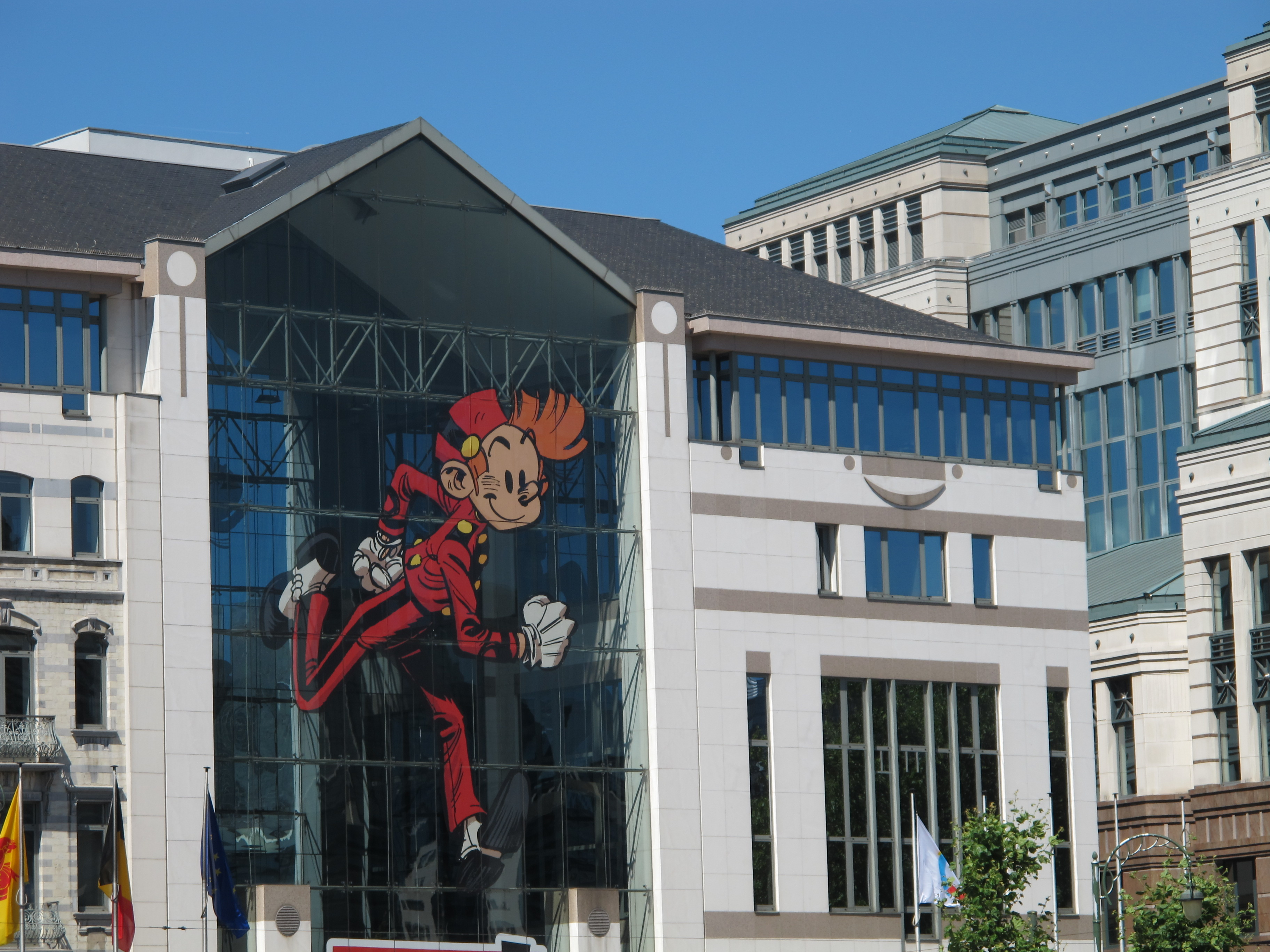
Spirou sur la place Sainctelette à Bruxelles

L'école de Marcinelle, ou école de Charleroi, est un style de bande dessinée associé au journal Spirou. Ce style, également appelé « style atome » ou « ligne sombre », se caractérise par exemple par des dessins caricaturaux, des gros nez et des bulles arrondies. Le nom vient de l'ancienne commune belge francophone de Marcinelle, maintenant rattachée à Charleroi, où Jean Dupuis a fondé le Journal de Spirou.
L'école de Marcinelle du journal de Spirou s'oppose à l'école de Bruxelles du journal Tintin où s'exprime la ligne claire.

## Dessinateurs

### Les précurseurs
- Rob-Vel (Spirou)
- Fernand Dineur (Tif et Tondu)

### Initiateur
- Jijé (Spirou et Fantasio, Blondin et Cirage)

### Première génération (années 1950)
- André Franquin (Spirou et Fantasio, Gaston, Le Marsupilami, Les idées noires, Modeste et Pompon, Isabelle)
- Morris (Lucky Luke, Rantanplan)
- Will (Tif et Tondu, Isabelle)

Tous assistants de Jijé.

### Deuxième génération (années 1960)
- Yvan Delporte (nombreuse séries) Rédacteur en chef de Spirou. Albums à partir de 1960 avec le studio Peyo.
- Lambil (Sandy et Hoppy)
- Jidéhem (Spirou et Fantasio, Gaston, Sophie) Assistant d'André Franquin.
- Peyo (Les Schtroumpfs, Johan et Pirlouit, Benoît Brisefer, Poussy)
- Remacle (Le Vieux Nick)
- Jean Roba (Boule et Bill, La Ribambelle) Assistant d'André Franquin.
- Maurice Tillieux (Gil Jourdan, César et Ernestine)
- Albert Uderzo (Astérix, Oumpah-Pah, Jehan Pistolet, Belloy (où Père Hoc préfigure Astérix), Luc Junior, Tanguy et Laverdure).

### Troisième génération (années 1970)
- Paul Deliège (Bobo, Les Krostons)
- Roger Leloup (Yoko Tsuno)
- Charles Degotte (Le Flagada)
- Derib (Yakari, Les Aventures d'Attila)
- Jacques Devos (Génial Olivier)
- Dupa (Cubitus)
- Jean-Claude Fournier (Spirou et Fantasio)
- Francis (Marc Lebut et son voisin)
- Gos (Le Scrameustache, Natacha) – assistant de Peyo.
- Greg (Achille Talon)
- Lambil (Les Tuniques bleues, Pauvre Lampil)
- Vittorio Leonardo (Rantanplan)
- Raymond Macherot (Sibylline, Chlorophylle, Isabelle)
- Salvérius (Les Tuniques bleues)
- Pierre Seron (Les Petits Hommes)
- Turk (Léonard)
- François Walthéry (Natacha) – assistant de Peyo.
- Eddy Ryssack (Patrick Lourpidon, Arthur et Léopold)
- Berck (Sammy)

### Les héritiers (depuis les années 1980)
- Bar2 (Joe Bar Team)
- Batem (Le Marsupilami)
- Benn  (Mic Mac Adam)
- Bruno Gazzotti (Soda, Seuls) – fut l'assistant de Philippe Tome et Janry.
- André Geerts (Jojo)
- Janry (Spirou et Fantasio, Le Petit Spirou, Passe-moi l'ciel) – fut l'assistant de Dupa.
- Daniel Kox (L'Agent 212) – fut l'assistant de Dino Attanasio (Signor Spaghetti dans le journal de Tintin)
- Yoann (Spirou et Fantasio)
- Laudec (Cédric)
- Éric Maltaite (421)